# Îles Marshall aux Jeux olympiques d'été de 2020
Les Îles Marshall participent aux Jeux olympiques de 2020 à Tokyo au Japon. Il s'agit de leur 4e participation à des Jeux d'été.

## Natation
Les Îles Marshall bénéficient de place attribuée au nom de l'universalité des Jeux. Phillip Kinono et Colleen Furges disputeront le 50 mètres nage libre.
| Athlète          | Épreuve                   | Série   | Série | Demi-finale | Demi-finale | Finale   | Finale   |
| Athlète          | Épreuve                   | Temps   | Rang  | Temps       | Rang        | Temps    | Rang     |
| ---------------- | ------------------------- | ------- | ----- | ----------- | ----------- | -------- | -------- |
| Phillip Kinono   | 500 m nage libre masculin | 27 s 86 | 70e   | Éliminé     | Éliminé     | Éliminé  | Éliminé  |
| Colleen Furgeson | 100 m nage libre féminin  | 58 s 71 | 44e   | Éliminés    | Éliminés    | Éliminés | Éliminés |